# 14966 Jurijvega
14966 Jurijvega je asteroid v asteroidnem pasu. Odkril ga je Herman Mikuž na Observatoriju Črni Vrh v Sloveniji 30. julija 1997. Njegova začasna oznaka je bila 1997 OU2. Uradno ime mu je dodelila Mednarodna astronomska zveza z okrožnico štev. 42674 9. maja 2001. Poimenovan je po slovenskem matematiku, fiziku in topniškem častniku Juriju Vegi (1754 – 1802).
Asteroid Jurijvega je najbliže Soncu na razdalji 1,811 a.e., najbolj pa se mu oddalji na 2,778 a.e. Sonce obkroži v 1269,42 dneh ali 3,48 letih. Njegova tirnica je nagnjena na ekliptiko za 8,826 °, izsrednost tirnice pa ima 0,1319.